# Verkannte Glanzschnecke
Die Verkannte Glanzschnecke (Aegopinella epipedostoma) ist eine auf dem Land lebende Schneckenart aus der Familie der Glanzschnecken (Oxychilidae). Die Art kann im Einzelfall nicht durch die Gehäusemorphologie, sondern nur durch eine Weichteiluntersuchung sicher von der Weitmündigen Glanzschnecke (Aegopinella nitens) unterschieden werden.

## Merkmale
Das rechtsgewundene Gehäuse ist niedrig-konisch. Es misst 10 bis 13 mm in der Breite und 5 bis 7,5 mm in der Höhe. Es sind 4½ bis 5 mäßig gewölbte Windungen vorhanden. Das letzte Viertel der Endung vor der Mündung erweitert sich deutlich auf das Eineinhalbfache und die Oberseite böscht sich auch kurz vor der Mündung ab. Die Naht ist ebenfalls deutlich ausgebildet, aber nicht besonders tief. Die Mündung steht schräg zur Windungsachse. Sie ist in der direkten Aufsicht schräg abgeflacht-elliptisch im Umriss, von der Eindellung der vorigen Windung abgesehen. In der Seitenansicht fällt die Nahtlinie stark ab. Der Mündungsrand ist gerade und scharf bzw. nicht verdickt. Der Nabel ist weit und liegt schwach exzentrisch.
Das Gehäuse ist hellgelb bis bräunlich mit teilweise deutlichen Zuwachsstreifen. Die Basis ist milchig weißlich. Die Oberfläche ist mäßig glänzend.
Der Weichkörper ist bläulich bis dunkelblau gefärbt. Im zwittrigen Geschlechtsapparat ist die Vagina im oberen Teil dick angeschwollen, hier mündet der sehr kurze Stiel der Spermathek. Diese reicht mit der Blase nur bis zur Ausmündung des Samenleiters (Vas deferens) aus dem Eisamenleiter (Spermovidukt). Der freie Eileiter (Ovidukt) ist etwa so lang wie die Vagina. Der lange Penis ist relativ dick und im distalen Teil u-förmig gebogen. Er geht mit einer starken Einschnürung in den Epiphallus über. Der Penisretraktormuskel setzt am Epiphallus an. Der Epiphallus ist im Verhältnis zum Penis sehr dünn und kurz (Verhältnis etwa 1:3). Allerdings sind hier doch erhebliche Unterschiede in den z. T. weit voneinander befindlichen Populationen vorhanden.

## Ähnliche Arten
Das Gehäuse ist fast mit dem der Weitmündigen Glanzschnecke (Aegopinella nitens) identisch. Das letzte Viertel der Endwindung erweitert sich meist etwas stärker und ist meist auch etwas stärker abgeböscht, bzw. fällt etwas stärker ab. Die Zuwachsstreifen sind meist auch etwas deutlicher ausgeprägt. Im Einzelfall können die beiden Arten aber nur durch eine Untersuchung des Genitalapparates sicher unterschieden werden. Die Verkannte Glanzschnecke besitzt im oberen Teil der Vagina eine keulenförmige Anschwellung, in die der kurze Stiel der Spermathek einmündet. Das Verhältnis Epiphallus zu Penis ist sowohl bei der Rötlichen Glanzschnecke (Aegopinella nitidula) wie auch bei der Weitmündigen Glanzschnecke (Aegopinella nitens) deutlich größer, etwa 1:2. Der Penisretraktormuskel setzt am Übergang Epiphallus/Penis an. Bei der Wärmeliebenden Glanzschnecke (Aegopinella minor) ist der Epiphallus sogar etwa doppelt so lang wie der Penis.

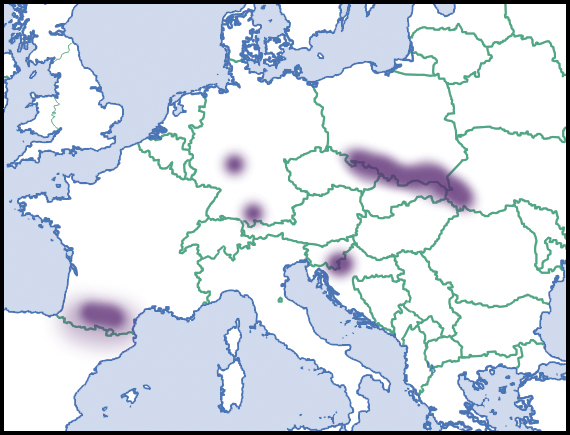
Verbreitung in Europa (nach Welter-Schultes)

## Geographische Verbreitung und Lebensraum
Das Hauptverbreitungsgebiet ist die Pyrenäen und deren Vorgebirge. Ansonsten zieht sich noch ein größeres Verbreitungsgebiet von den Grenzgebirgen zwischen Tschechien und Slowakei einerseits, und Polen anderseits bis in die Westukraine. Daneben gibt es zwei isolierte Vorkommen in Deutschland (Taunus, Hessen, Allgäu), ein Vorkommen im Grenzgebiet Slowenien und Kroatien, und ein Vorkommen in Nordrussland (Weliki Nowgorod).
Die Art lebt in feuchten Bergwäldern in der Laubstreu, an kühlen und feuchten Plätzen entlang von Fließgewässern.

## Lebensweise
Nach Beobachtungen an Individuen in Polen wurden die Eier im Mai/Juni tief im Moos versteckt abgelegt. Die Jungtiere schlüpften von Juli bis September. Das Gehäuse wies dabei schon 1,1 bis 1,7 Windungen und einen Durchmesser von einem Millimeter auf. Pro Monat wurde etwa eine halbe Windung hinzugefügt. Bis zum Winter wurden 2,6 bis 3,4 Windungen angelegt. Nach einer Winterruhe wurde das Wachstum im Frühjahr wieder aufgenommen. Bis Mai/Juni waren dann etwa 4 Windungen vorhanden und die Geschlechtsreife erreicht. Die meisten Exemplare sterben nach der Eiablage ab, aber einige Individuen überwintern sogar noch einmal.

## Taxonomie
Das Taxon wurde 1879 von Paul Fallot in der ursprünglichen Kombination Zonites epipedostoma Bourguignat beschrieben. Allerdings hat Bourguignat keine Art dieses Namens publiziert, sodass die Erstbeschreibung Paul Fagot zugeschrieben werden muss. Das Taxon wird allgemein akzeptiert zur Gattung Aegopinella Lindholm, 1927 gestellt. Die Stellung der Gattung Aegopinella wird allerdings kontrovers behandelt. In der MolluscaBase wird sie zur Familie Gastrodontidae gestellt, während die Fauna Europaea die Gattung unter den Oxychilidae auflistet. Auch andere Arbeiten führen sie unter den Oxychilidae, sodass diesen Quellen gefolgt wird.
MolluscaBase und Fauna Europaea scheiden zwei Unterarten aus:
- Aegopinella epipedostoma epipedostoma (Fagot, 1879), die Nominatunterart
- Aegopinella epipedostoma iuncta Hudec, 1964

## Gefährdung
Nach der Bewertung der Bestandssituation der IUCN ist die Art nicht gefährdet. Für Deutschland liegen nur unzureichende Daten zur Bestandssituation vor.